# Sư đoàn 3, Quân đội nhân dân Việt Nam
Sư đoàn 3 (hay Sư đoàn Bộ binh 3, Sư đoàn Sao Vàng) là một sư đoàn bộ binh chính quy của Quân đội nhân dân Việt Nam. Trước đó, đây cũng là sư đoàn đầu tiên của Quân Giải phóng miền Nam Việt Nam, thành lập ngày 2 tháng 9 năm 1965. Sư đoàn đã tham gia trong Chiến tranh chống Mỹ cứu nước và Chiến tranh biên giới Việt–Trung 1979 với Trung Quốc. Trụ sở trung tâm chỉ huy đặt tại xã Quang Thịnh, huyện Lạng Giang, tỉnh Bắc Giang.

## Tổ chức hiện tại

### Ban chỉ huy
- Sư đoàn trưởng: Đại tá Nguyễn Anh Tuấn
- Chính ủy: Đại tá Nguyễn Công Khuê
- Phó Sư đoàn trưởng kiêm Tham mưu trưởng:
- Phó Chính ủy: Đại tá Hoàng Quốc Tuấn
- Phó Sư đoàn trưởng: Đại tá Trần Văn Ngân

### Các cơ quan quản trị
- Phòng Tham mưu 
  - Ban Tác huấn
  - Ban Quân lực
  - Ban Thông tin
  - Ban Hành chính
  - Ban Trinh sát
  - Ban Pháo binh
  - Ban Công binh
  - Ban Cơ yếu
  - Ban Phòng Không
- Phòng Chính trị
  - Ban Cán bộ
  - Ban Dân vận
  - Ban Tổ chức
  - Ngành Công tác quần chúng
  - Ban Tuyên huấn
  - Ban Bảo vệ an ninh
  - Ngành Chính sách
  - Ngành Kế hoạch tổng hợp
  - Ủy ban kiểm tra Đảng
- Phòng Hậu cần
  - Ban Tài chính
  - Ban Doanh trại
  - Ban Quân y
  - Ban Quân nhu
  - Ban Xăng dầu
- Phòng Kỹ thuật
  - Ban Quân khí
  - Ban Xe máy

### Các đơn vị trực thuộc
- Trung đoàn Bộ binh 2 (Đoàn An Lão)
- Trung đoàn Bộ binh 12 (Đoàn Tây Sơn)
- Trung đoàn Bộ binh 141 (Đoàn Hoài Ân)
- Tiểu đoàn pháo binh 14
- Tiểu đoàn Pháo không giật 15
- Tiểu đoàn Phòng không 16
- Tiểu đoàn Công binh 17
- Tiểu đoàn Thông tin 18
- Tiểu đoàn Quân y 24
- Tiểu đoàn Vận tải 25
- Đại đội Phòng hóa 19
- Đại đội Trinh sát 20
- Đại đội cảnh vệ 23
- Đại đội Sửa chữa 26
- Đại đội Kho đạn 29

## Tên gọi
Cũng như phần lớn các đơn vị từ cấp trung đoàn trở lên của Quân đội nhân dân Việt Nam, Sư đoàn 3 được mang một danh hiệu riêng là Sư đoàn Sao Vàng. Tên gọi này được đặt với ý nghĩa "nhắc cán bộ chiến sĩ hãy dũng cảm chiến đấu vì lá cờ vinh quang của Tổ quốc, vì một nước Việt Nam độc lập và thống nhất" 

## Lịch sử
Ngày 9 tháng 8 năm 1965, Thường vụ Đảng ủy Quân khu 5 họp ra nghị quyết thành lập các sư đoàn chủ lực của Quân khu 5. Sư đoàn 2 phụ trách chiến trường chính của quân khu từ tỉnh Quảng Ngãi ra Quảng Nam. Sư đoàn 3 lấy nam Quảng Ngãi và Bình Định làm địa bàn hoạt động chủ yếu.
Ngày 2 tháng 9 năm 1965, lễ thành lập chính thức Sư đoàn 3 được tổ chức tại khu rừng Bà Bơi, xã Ân Nghĩa, huyện Hoài Ân, tỉnh Bình Định.
Bộ Tư lệnh sư đoàn gồm: 
- Giáp Văn Cương, sư đoàn trưởng;
- Đặng Hoà, chính uỷ;
- Huỳnh Hữu Anh, phó sư đoàn trưởng kiêm tham mưu trưởng;
- Nguyễn Nam Giới, phó chính uỷ kiêm chủ nhiệm chính trị.

Thành phần của sư đoàn gồm:
- Trung đoàn bộ binh 2, là trung đoàn chủ lực đầu tiên của Quân khu 5, thành lập tháng 5 năm 1962, được coi là một trung đoàn "Việt Cộng gốc" hoàn toàn chiêu mộ từ địa phương. Trung đoàn trưởng đầu tiên là Đỗ Phú Đáp[2], chỉ huy trực tiếp Chiến dịch An Lão. Trung đoàn đã tham gia nhiều trận đánh, trong đó có Chiến dịch An Lão trước khi về đứng trong đội hình Sư đoàn 3. 
  - Phiên hiệu trung đoàn: "Trung đoàn An Lão"
  - Mật danh: "Quyết Tâm"
- Trung đoàn bộ binh 12, nguyên là Trung đoàn 18 thuộc Sư đoàn 325 có truyền thống từ Chiến tranh Đông Dương. Tháng 2 năm 1965, trung đoàn lên đường vào chiến trường và đã tham gia đợt hoạt động hè 1965 của Quân khu 5.
  - Phiên hiệu trung đoàn: "Trung đoàn Tây Sơn"
  - Mật danh: "Quyết Chiến"
- Trung đoàn bộ binh 22, được thành lập mùa hè 1965 ở miền Bắc Việt Nam, đội hình ban đầu được tập trung thêm những người "tập kết" ra bắc; khi vào chiến trường được bổ sung Tiểu đoàn 8 của quân khu. Khi tạm thời phân tán sư đoàn, Trung đoàn 22 bị giải thể.
  - Mật danh: "Quyết Thắng"
- Trung đoàn 21: thành lập ở Hà Bắc, hành quân vào chi viện cho Sư đoàn 2, trong biên chế có cả những người địa phương. Sau đó chuyển sang bổ sung cho Sư đoàn 3 một thời gian rồi tách hẳn ra để thành lập lữ đoàn khác. Để trám chỗ trống, Trung đoàn 141 của Sư đoàn 312 biên chế vào Sư đoàn 3. 
  - Phiên hiệu trung đoàn: "Đoàn Hoài Ân"
- Một tiểu đoàn súng cối mang vác (súng cối 82mm, súng cối 120mm, ĐKZ 75mm)
- Một tiểu đoàn pháo cao xạ 12,7mm
- Một tiểu đoàn công binh
- Một tiểu đoàn thông tin
- Một đại đội trinh sát

Sư đoàn 3 được xác định là sư đoàn cơ động của Quân khu 5. Trước mắt Sư đoàn nhận nhiệm vụ chiến đấu chủ yếu ở các tỉnh Bình Định, Quảng Ngãi, Gia Lai, Đắk Lắk, lấy Bình Định, Quảng Ngãi làm hậu cứ.

### Hoạt động trong Chiến tranh Việt Nam
Từ năm 1965 đến 1970, Sư đoàn 3 liên tục phải chiến đấu với nhiều đơn vị thuộc các binh chủng khác nhau của đối phương như Sư đoàn kỵ binh số 1, Sư đoàn không vận 101, Sư đoàn bộ binh số 23, Lữ đoàn không vận 173 (Mỹ), Sư đoàn 22 bộ binh (Việt Nam Cộng hòa)... đặc biệt là những trận chiến với Sư đoàn bộ binh Mãnh Hổ, Sư đoàn Bộ binh 9 Hàn Quốc hay còn gọi Sư đoàn bộ binh Bạch Mã (Hàn Quốc). Trong tết mậu Thân 1968, sư 3 bị tổn thất tương đối và không thể bung rộng hoạt động trong năm 1969.
Tháng 2 năm 1970, phân tán E22 để tăng cường cho tỉnh và đơn vị khác., Tháng 7 năm 1970, do những khó khăn về tiếp tế lương thực, vũ khí và trang bị, Quân khu 5 quyết định giải thể Sư đoàn 3. Bộ Tư lệnh Sư đoàn chuyển thành bộ phận tiền phương quân khu, các đơn vị trực thuộc bổ sung cho Trung đoàn 2 và 12.
Ngày 29 tháng 6 năm 1971, Sư đoàn 3 được tái lập với thành phần gồm các trung đoàn 2, 12, 21 và các tiểu đoàn pháo cối, cao xạ, công binh.
Tháng 4 năm 1972, Sư 3 là lực lượng chính của Quân khu 5 trong chiến dịch Bắc Bình Định (ngày 9 tháng 4 đến ngày 3 tháng 5 năm 1972) nhằm vào 3 huyện Hoài Ân, thị xã Hoài Nhơn, Phù Mỹ, E12 làm nhiệm vụ cắt đứt đường 19 lên Bắc Tây Nguyên. Từ ngày 16 tháng 7 năm 1972, Sư 3 chiến đấu bảo vệ Hoài Ân trước sự phản kích của Quân lực Việt Nam Cộng hoà, kéo dài cho đến khi Hiệp định Paris ký kết ngày 28 tháng 1 năm 1973 mới kết thúc.
Cuối tháng 6 năm 1973 rút E21 và điều E141 (sư 2) về đứng trong đội hình sư 3. Năm 1974, Sư đoàn được tăng cường Trung đoàn pháo binh 68 trong biên chế.
Tháng 3 năm 1975, Sư 3 cắt Đường 19 và tiến công tiêu diệt Sư đoàn 22 QLVNCH ở Bình Định, chiếm thị xã Quy Nhơn. Riêng trung đoàn 2 bị mất một tiểu đoàn phó và nhiều trinh sát. Tháng 4 năm 1975, khi hồi phục, Sư 3 được tăng cường cho Quân đoàn 2 thành cánh quân Duyên Hải để dứt điểm Qk5, một cánh quân nhỏ của sư 3 tách ra thanh lọc những toán đối phương còn kháng cự và cướp bóc ở thị xã Nha Trang. Sau cùng, các đơn vị nối đuôi nhau tiến dọc theo Đường số 1. Trong chiến dịch Hồ Chí Minh, sư đoàn tiến công đánh chiếm Vũng Tàu và đứng chân tạm thời ở đó.

### Sau khi nước nhà thống nhất
Tháng 6 năm 1976, Sư đoàn 3 được điều ra phía Bắc trực thuộc Quân khu 3, vừa làm nhiệm vụ xây dựng kinh tế vừa làm nhiệm vụ sẵn sàng chiến đấu.
Tháng 7 năm 1978, được điều về Quân khu 1 làm nhiệm vụ phòng thủ trên hướng Lạng Sơn, do Bộ TTM dự đoán được ý đồ của quân xâm lược bành trướng Trung Quốc.
Từ ngày 17 tháng 2 đến ngày 5 tháng 3 năm 1979, Sư đoàn 3 chiến đấu bảo vệ Lạng Sơn và là một trong những đơn vị có hiệu suất chiến đấu cao nhất trong Chiến tranh biên giới phía Bắc với Trung Quốc, gây cho đối phương nhiều thiệt hại và cả nể trọng.
Ngày 23 tháng 2 năm 1979, Sư đoàn 3 về đứng trong đội hình Quân đoàn 14 hay còn gọi là Quân đoàn 5 (Binh đoàn Chi Lăng) cho đến khi quân đoàn này giải thể.
- Tháng 2 năm 1985, E2 nhận nhiệm vụ điều động của bộ, tách khỏi đội hình Sư đoàn 3 mang mật danh QT 85 hành quân sang Hà Giang. Trung đoàn được sáp nhập, tăng cường chiến đấu trong đội hình Sư đoàn 356, với phiên hiệu mới E981 "Quang Trung" nhận nhiệm vụ thay thế, tiếp tục chiến đấu tại các cao điểm nằm tại phía bắc suối Thanh Thủy. Chiếm lĩnh Cao điểm 685 thay Trung đoàn 153 và bình độ 1100 trên hướng Cao điểm 1509 thay cho Trung đoàn 149. Sau một số lần thất trận, đơn vị đã trực tiếp đánh trả nhiều trận xâm lấn biên giới của đối phương, đương đầu với hàng ngàn, vạn lượt pháo kích của địch, giữ vững trận địa, địa bàn được giao. Cuối tháng 1 năm 1986 trung đoàn được rút xuống, đến tháng 2 năm 1986 trở về đội hình Sư đoàn 3 đóng tại Lạng Sơn.
- Hiện tại Sư đoàn được giao nhiệm vụ huấn luyện và sẵn sàng chiến đấu bảo vệ khu vực phòng thủ phía bắc tại tỉnh Bắc Giang và Lạng Sơn.
- Là 1 trong 11 sư đoàn đủ quân trong Quân đội Nhân dân Việt Nam

## Thành tích
Tháng 1 năm 1976, Sư đoàn 3 được phong tặng danh hiệu Anh hùng lực lượng vũ trang nhân dân. Nhiều đơn vị và cá nhân trong Sư đoàn cũng được tặng danh hiệu Anh hùng cũng như nhiều huân, huy chương các loại.